# توبي جونسون
توبي جونسون (بالإنجليزية: Toby Johnson)‏‏ (4 أغسطس 1945 في سان أنطونيو - ) معالج نفسي، ومؤلف، وروائي، وكاتب من الولايات المتحدة.

## الجوائز
- جائزة لامدا الأدبية